# 2012년 피스컵
2012년 피스컵 수원은 제5회 피스컵 대회로, 2012년 7월 19일에 개막하였다. 2009년 피스컵 이후 3년 만에 부활했고 대한민국 수원에서 개최하며 12팀에서 4팀으로 출전팀도 대폭 축소되었다. 대회 방식은 4강 녹아웃 토너먼트를 통해 우승팀을 결정하는 방식으로 진행된다. 유럽 프로축구 클럽에서 뛰고 있는 대한민국 선수들의 경기를 개최하기 위해 대한민국 선수들이 머물고 있는 유럽 클럽 3개 팀을 초대했다. 10월 29일 피스컵 조직위원회가 해체 됨에 따라 마지막 피스컵이 되었다.

## 대회 형식
4팀이 녹아웃 토너먼트를 통해 우승팀부터 4위팀까지의 순위를 가른다.

## 참가팀
- 성남 일화 천마
- 선덜랜드 AFC
- 함부르크 SV
- FC 흐로닝언

## 대회 결과
|  | 준결승전                           | 준결승전     |                                    |    | 결승전 | 결승전 |
|  |                                    |              |                                    |    |        |        |
|  | 2012년 7월 19일 - 수원월드컵경기장 |              |                                    |    |        |        |
|  |                                    |              |                                    |    |        |        |
|  | 성남 일화 천마                     | 01           |                                    |    |        |        |
|  | 성남 일화 천마                     | 01           | 2012년 7월 22일 - 수원월드컵경기장 |    |        |        |
|  | 선덜랜드 AFC                       | 00           |                                    |    |        |        |
|  | 선덜랜드 AFC                       | 00           | 성남 일화 천마0                    | 0  |        |        |
|  | 2012년 7월 20일 - 수원월드컵경기장 |              | 성남 일화 천마0                    | 0  |        |        |
|  |                                    | 함부르크 SV0 | 01                                 |    |        |        |
|  | 함부르크 SV                        | 함부르크 SV0 | 01                                 | 02 |        |        |
|  | 함부르크 SV                        |              |                                    | 02 |        |        |
|  | FC 흐로닝언                        | 01           |                                    |    |        |        |
|  | FC 흐로닝언                        | 01           | 3·4위전                            |    |        |        |
|  |                                    |              |                                    |    |        |        |
|  | 2012년 7월 22일 - 수원월드컵경기장 |              |                                    |    |        |        |
|  |                                    |              |                                    |    |        |        |
|  | 선덜랜드 AFC0                      | 03           |                                    |    |        |        |
|  | 선덜랜드 AFC0                      | 03           |                                    |    |        |        |
|  | FC 흐로닝언0                       | 02           |                                    |    |        |        |

### 예선전
| 2012년 7월 19일 | 성남 일화 천마 | 1 : 0 | 선덜랜드 AFC | 수원월드컵경기장 |  |  |
| 19:00           | 에벨톤 29′     |       |              | 관중 수: 19,074  |  |  |
|                 |                |       |              |                  |  |  |

| 2012년 7월 20일 | 함부르크 SV                            | 2 : 1 | FC 흐로닝언 | 수원월드컵경기장 |  |  |
| 19:30           | 아오고 15′ (페널티골) · 일리체비치 80′ |       | 쉐트 28′    |                  |  |  |
|                 |                                        |       |             |                  |  |  |

### 3·4위전
| 2012년 7월 22일 | 선덜랜드 AFC                   | 3 : 2 | FC 흐로닝언           | 수원월드컵경기장 |  |  |
| 16:30           | 위컴 20′ · 캠벨 89′ · 노블 90′ |       | 석현준 38′ · 쉐트 45′ |                  |  |  |
|                 |                                |       |                       |                  |  |  |

### 결승전
| 2012년 7월 22일 | 성남 일화 천마 | 0 : 1 | 함부르크 SV | 수원월드컵경기장 |  |  |
| 19:30           |                |       | 베르크 81′  |                  |  |  |
|                 |                |       |             |                  |  |  |

| 2012년 피스컵 우승 팀 |
| --------------------- |
| 함부르크 SV           |

## 득점 선수
2골
- 미첼 쉐트 (FC 흐로닝언)

1골
- 에벨톤 (성남 일화 천마)
- 데니스 아오고 (함부르크 SV)
- 이보 일리체비치 (함부르크 SV)
- 마르쿠스 베르크 (함부르크 SV)
- 코너 위컴 (선덜랜드 AFC)
- 프레이저 캠벨 (선덜랜드 AFC)
- 라이언 노블 (선덜랜드 AFC)
- 석현준 (FC 흐로닝언)